# Domshof-Forum

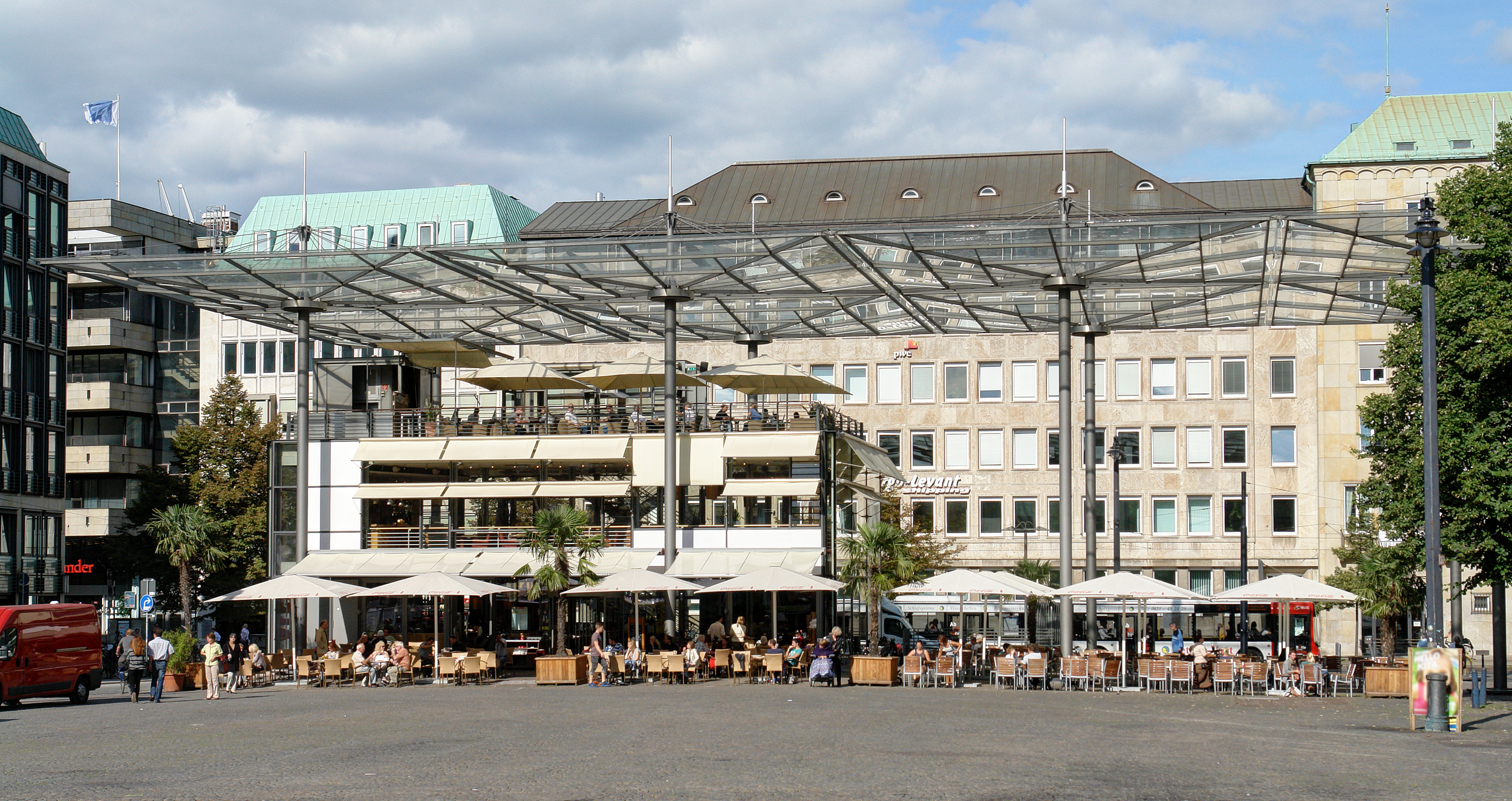
Forum Domshof

Das Domshof-Forum (auch Forum Domshof) in Bremen mit der Gaststätte Alex steht seit 1999 im Stadtteil Mitte, Ortsteil Altstadt auf dem Domshof.

## Geschichte

### Der Platz
Der Domshof mit dem Bremer Dom ist neben dem Bremer Marktplatz ein zentraler Platz in Bremen. Der Platz diente im 18. Jahrhundert auch als Sammelplatz. Im 19. Jahrhundert waren hier zumeist drei- und viergeschossige Wohn- und Geschäftshäuser sowie Gaststätten und Hotels angesiedelt. An der Nordseite des 38 × 114 Meter großen Platzes stand ab 1899 der Teichmann-Brunnen, der nach einem Entwurf des Bildhauers Rudolf Maison ein Boot mit Merkur, Neptun und Nixen aus Bronze darstellt. Stifter war der Bremer Kaufmann Gustav Adolph Teichmann. Der Brunnen geriet wegen seines übertriebenen Realismus in Kritik. Der Dom wünschte 1904 sogar den Abriss. 1940 wurde er als „Metallspende des Deutschen Volkes“ eingeschmolzen.

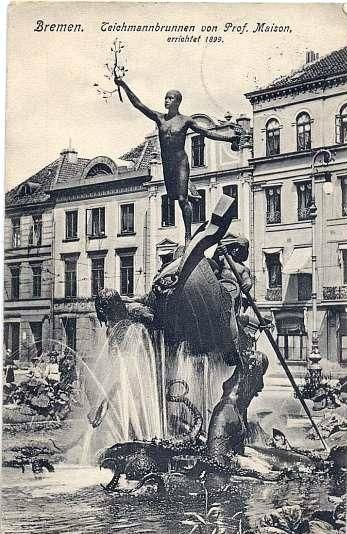
Teichmannbrunnen

Dombaumeister Max Salzmann schlug um 1898/99 vor, dass um den Brunnen Bäume gepflanzt werden sollten. 1914 schlug Gartenarchitekt Rudolf Bergfeld vor, hier eine große Baumgruppe anzuordnen, verbunden mit zwei doppelten Baumreihen an der West- und Ostseite des Domshof. Erst 1922 erhielt der bekieste Platz seine Bäume und 1925 die Platzmitte eine Mosaiksteindecke. 

Unter dem Domshof wurde 1940 – unter Verlust der Bäume und des Brunnens – ein Luftschutzraum gebaut, der als Tiefgarage für die Nachkriegszeit bereits angelegt war. Ein- und Ausfahrt liegen gleich neben dem Standort des heutigen Domforums. Nach dem Krieg blieb dieser Zustand lange erhalten.
Der Domshof erhielt ab 1990 sein heutiges Aussehen mit Granitpflaster, einigen Bäumen und Hochbeete sowie Sandsteinplatten auf den Bürgersteigen. Eine Gliederung der großen Fläche zwischen dem Wochenmarkt bzw. der Versammlungsfläche im Süden und dem Straßenverlauf Schüsselkorb / Violenstraße mit Straßenbahn und Autoverkehr war – wie früher die einstige Baumgruppe – angestrebt.

### Das Domshof-Forum
Nach einer Verlegung der Straßenbahnhaltestelle entstand 1999 schließlich das Domshof-Forum. Nach Plänen der Architekten Joachim Schürmann  wurde ein sehr hohes, fast gerades Glasdach über diesen Teil auf acht runden, 16 Meter hohen Stahlsäulen gestellt. Durch zierliche Seilkonstruktionen über dem Glasdach wird das 1000 m² große Dach getragen. Wie gestapelte, überdimensionierte Glascontainer wirkt darunter das dreigeschossige Gebäude, welches etwa ein Drittel der Fläche des Domshof-Forum einnimmt, das rund 700 m² Nutzfläche für 150 Sitzplätze hat. Das Domshofcafé besteht aus Glas, Stahl, weißen quadratischen Wandelementen und weißen Sonnenschutz-Markisen. Die Dachfläche mit zwei kleineren Gebäudeteilen dient als weitere Außenzone mit weitem Blick für den Domshof. Das Bistro-Café Alex ist Betreiber des Gebäudes.